# Braquipteraciídeos
Braquipteraciídeos (Brachypteraciidae) é a família de aves coraciformes, que foi descrita por Charles Lucien Jules Laurent Bonaparte em 1854, referente aos rolieiros-da-terra

## Géneros
- Atelornis
- Brachypteracias
- Geobiastes
- Uratelornis